# 通斯托尼亞 (內華達州)
通斯托尼亞（英語：Tungstonia）是位於美國內華達州白松縣的鬼鎮。

## 歷史
通斯托尼亞的郵局於1917年設立，同年停運。

## 地理
通斯托尼亞所處的海拔為高於海平面2331米（即7648英呎），而該地所採用的時區為UTC-8，即太平洋时区（PST）。同時該地設有夏令時間，為UTC-8調快一小時，即UTC-7（PDT）。